# Bailey Peacock-Farrell
Bailey Peacock-Farrell (29 d'octubre de 1996) és un futbolista professional nord-irlandés que juga de porter pel Burnley FC anglés i per l'equip nacional nord-irlandés.